# 노동과정 이론
노동과정 이론(labor process theory, LPT)은 자본주의 하에서 노동작업의 조직(organization of work)에 관한 마르크스주의 이론이다. 카를 마르크스(Karl Marx)에 따르면 노동과정은 노동(labor)이 사용가치(use values)로 구체화(materialized)되거나 객관화(objectified)되는 과정을 가리킨다. 여기서 노동은 일하는 사람과 자연(natural world) 사이의 상호작용으로서, 노동을 통해 후자의 요소들이 목적에 따라 의식적으로 변형된다. 따라서 노동과정의 요소는 다음 세 가지로 나뉜다: 첫째, 목적을 위한 생산 활동으로서 노동작업(work); 둘째, 해당 작업이 수행되는 대상(들); 셋째, 작업 과정을 용이하게 해 주는 도구들(instruments).
1. ↑  Bottomore, Tom. (1991) A Dictionary of Marxist Thought.Blackwell Publishers: Massachusetts